# Cliterniano
Cliterniano è stato un villaggio fortificato nei pressi del Saccione, in Molise, sorto dopo la distruzione della nuova Cliternia (947) saccheggiata dalle orde degli Ungari. Nel 1125 fu raso anch'esso al suolo, insieme al vicino Monastero di San Felice, da un forte terremoto, di cui si fa cenno anche nel Chronicon di S. Stefano ad rivum maris e in quello di Falcone Beneventano (1125). I pochi abitanti superstiti si dispersero per il Contado circostante.

## Toponimo
Riguardo alla corruzione del nome, Giovanni Andrea Tria conferma quanto aveva in precedenza scritto il citato abate Polidori, ossia che dalle rovine della nuova Cliternia fu edificata una piccola città, «chiamata Licchiano, Licchiarno, Cliternio, Cliternia...». In particolare, il toponimo Licchiano, secondo alcuni, potrebbe indicare l'esatta ubicazione di Cliterniano, ipotizzandone la derivazione da Casalpiano, zona inclusa una volta nel territorio di San Martino.